# Dionýsi (Héraklion)
Dionýsi, en grec moderne : Διονύσι, est un village du dème de Gortyne, dans le district régional de Héraklion, de la Crète, en Grèce. Selon le recensement de 2001, la population de Dionýsi compte 198 habitants.
Le village est situé à une altitude de 250 mètres et à une distance de 56,5 km de Héraklion.
Dans le recensement vénitien, de 1583, par Castrofilaca, le village est mentionné en tant que Dionissi avec 187 habitants. En 1881, il a 163 habitants turcs.